# لوکاس کوزنیسکی
لوکاس کوزنیسکی (انگلیسی: Lucas Kozeniesky؛ زادهٔ ۳۱ مهٔ ۱۹۹۵) تیرانداز اهل ایالات متحده آمریکا است.
وی در مسابقات کشوری و بین‌المللی در مجموع برندهٔ ۱ مدال طلا، ۳ مدال نقره شده‌است.